# Căptălan, Alba

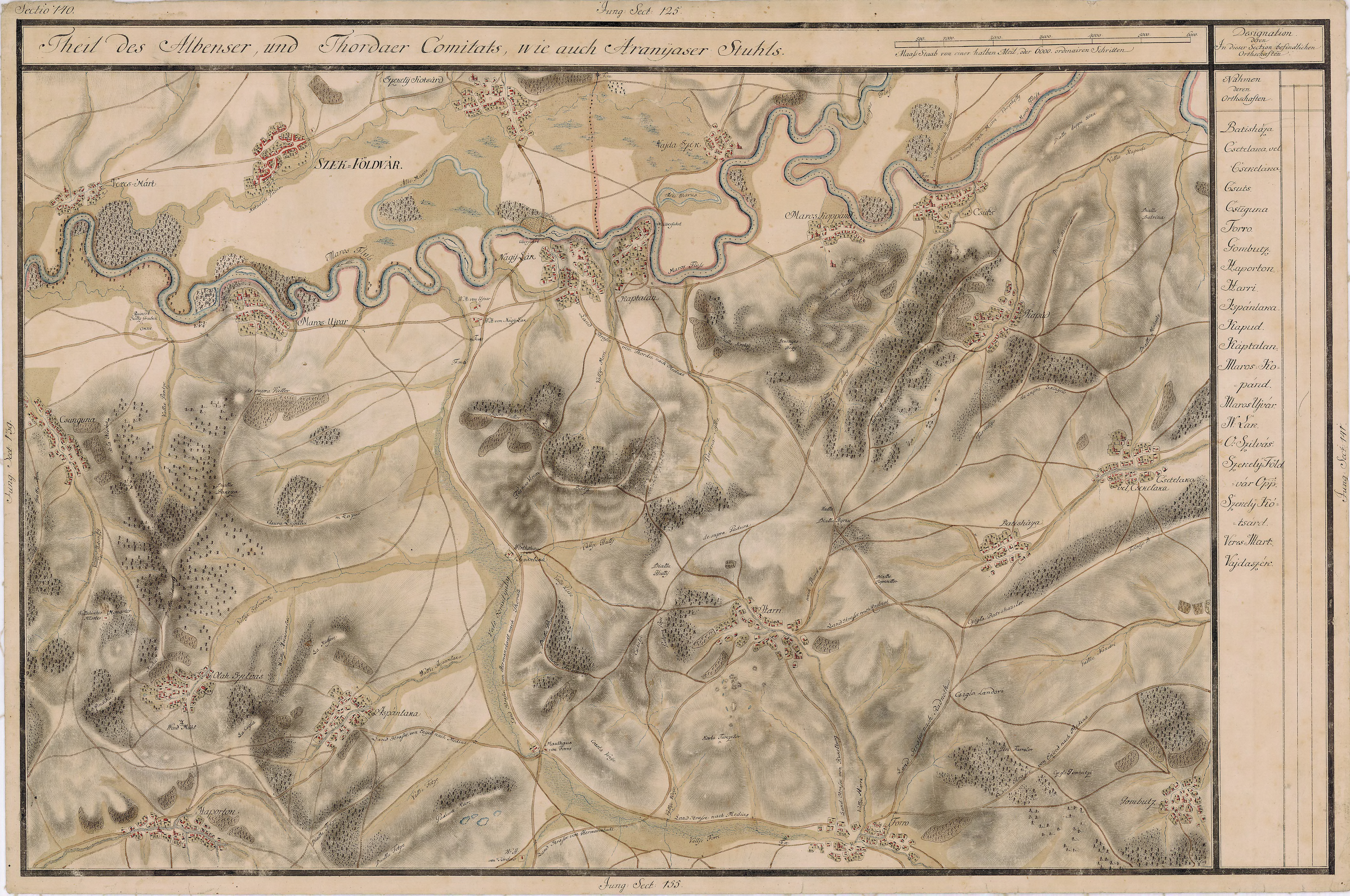
Căptălan pe Harta Iosefină a Transilvaniei, 1769-1773 (Sectio 140)

Căptălan (în maghiară Maroskáptalan) este un sat în comuna Noșlac din județul Alba, Transilvania, România.

## Generalități
Tip localitate: sat.
Populație: 381 locuitori.

## Date geografice
Zona: Podișul Târnavelor - Terasele Mureșului. 
Dealuri: Coasta Someșului (528 m altitudine medie).

## Istoric
Pe Harta Iosefină a Transilvaniei din 1769-1773 (Sectio 140) localitatea apare sub numele de „Kaptalan”.